# فينس من هاليكارناسوس

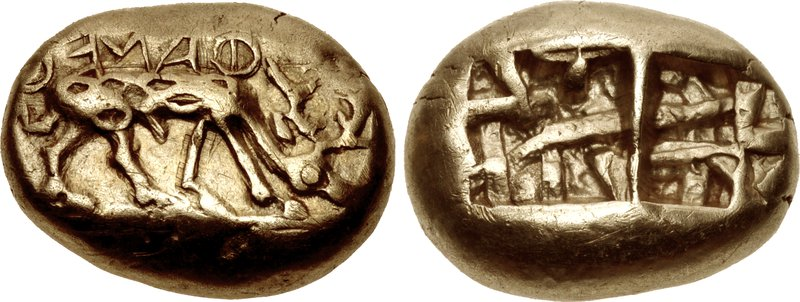
أقدم عملة منقوشة: عملة إلكتروم لفينس من أفسس، تُنسب أحيانًا إلى فنيس من هاليكارناسوس، 625-600 قبل الميلاد. الوجه: الأيل يمين الرعي، ΦΑΝΕΩΣ (رجعي). الخلف: اثنين من اللكمات المتقاطعة، كل منها بخطوط متقاطعة مرتفعة.

كان فينس من هاليكارناسوس (باليونانية: Φάνης) رجل مجلس حكيم، وتكتيكيًا، ومرتزقًا من هاليكارناسوس، يخدم الملك المصري المصري أحمس الثاني (570-526 قبل الميلاد). معظم ما يروي التاريخ عن فينس مأخوذ من قصة هيرودوت في نصه التاريخي الكبير، التاريخ. وفقًا لهيرودوت، كان فينس من هاليكارناسوس «رجلًا واسع الحيلة ومقاتلاً شجاعًا» يخدم أحمس الثاني في شؤون الدولة، وكان على اتصال جيد بقوات الملك المصري. كان فينس من هاليكارناسوس أيضًا يحظى باحترام كبير داخل الجيش والمجتمع الملكي في مصر.
وفقًا لهيرودوت، أدت سلسلة من الأحداث (التي أغفلها لشرحها، أو لا يعرفها على وجه اليقين) إلى انقلاب فينس من هاليكارناسوس على أحمس الثاني. فينس، الساخطون على الملك المصري، هجروا مصر وسافروا على متن سفينة بقصد التحدث مع الإمبراطور الفارسي قمبيز الثاني. عندما وصلت الأخبار إلى أحمس الثاني، تسببت في قلق كبير، مما دفعه إلى إرسال أكثر الخصيان الموثوق بهم بعد فينس، بقصد الأسر أو الاغتيال. نجا فينس في الأصل من القاتل، ولكن في النهاية تم القبض عليه في ليقيا. كان فينس يتمتعون بعقل حكيم، ومع ذلك تمكن من الفرار عن طريق جعل الحراس المخصيين في حالة سُكر والهروب إلى بلاد فارس. عند وصوله، التقى قمبيز الثاني الحازم الذي كان على وشك غزو مصر لكنه لم يكن متأكدًا من أفضل طريق ممكن.
مع العلم بالطريقة المصرية، نصح فينس من هاليكارناسوس بحكمة الملك الفارسي بإرسال رسول إلى ملوك شبه الجزيرة العربية وطلب ممر آمن إلى مصر. امتثل العرب بكل سرور لمباركة قمبيز الثاني في رحلته وسمحوا له بالمرور الآمن. لعب فينس في النهاية دورًا حاسمًا في التقدم الاستراتيجي للملك الفارسي الذي هزم في النهاية نجل أحمس الثاني، بسماتيك الثالث، في معركة الفرما عام 525 قبل الميلاد.

## خلفية

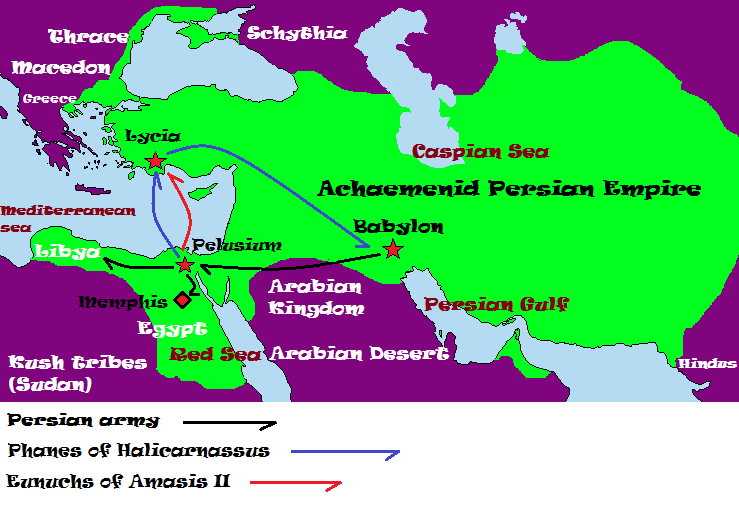
مسار رحلة فينس من هاليكارناسوس، وخط سير القوات الفارسية والمصرية؛ القوات الفارسية - الخط الأسود، الخصيان المصريون - الخط الأحمر مسار رحلة فينس من هاليكارناسوس - الخط الأزرق

من أجل فهم أهمية فينس من هاليكارناسوس، يجب على المرء أن يفهم الظروف المحيطة والتي أدت إلى معركة الفرما، وأهمية مجلسه في السماح قمبيز الثاني الطريق الأسهل إلى مصر.
بعد هزيمة الإمبراطورية الليدية والميدية والبابلية الحديثة على يد كورش الكبير، كانت الإمبراطورية الفارسية إمبراطورية قوية تمتد من نهر السند في الشرق، إلى الصحاري العربية الشمالية والبحر الأحمر في الغرب، مباشرة عند حدود مصر. مات كورش الكبير في المعركة قبل أن يتمكن من دمج مصر في الإمبراطورية، لكن مهمة ابنه قمبيز الثاني هي قهر ملك مصر. تتطلب الخلفية التي وصف هيرودوت على أساسها الأحداث التي أدت إلى معركة الفرما من المرء أن يفهم التوترات السياسية في ذلك الوقت.
يروي هيرودوت دافعًا محتملاً لرغبة قمبيز الثاني في غزو مصر: وفقًا لهيرودوت، وصل أحمس الثاني إلى السلطة بوسائل دموية بهزيمة وقتل سلفه الملك المصري أبريس. أثناء وجوده في السلطة، طلب كورش الكبير أو قمبيز الثاني من أحمس الثاني إرسال أفضل طبيب عيون مصري. امتثل أحمس الثاني، لكنه فعل ذلك على حساب إجبار الطبيب على ترك أسرته وأطفاله وراءه وأرسله قسراً إلى بلاد فارس. في محاولة للانتقام من هذا المنفى الظالم، أقنع طبيب العيون المصري الملك قمبيز الثاني بتقوية روابطه مع مصر من خلال الزواج من ابنة أحمس الثاني. امتثل قمبيز الثاني وطلب من أحمس الثاني يد بنته للزواج.
غير قادر على التخلي عن ابنته المفضلة، وعدم الرغبة في تكوين عدو للفرس الأقوياء، أجرى أحمس خدعة أرسل خلالها ابنة الملك المصري السابق أبريس، التي سهّل موته عن طريق ثورة دموية، إلى بلاد فارس ابنته. هذه الابنة، نيتيس، التي وصفها هيرودوت بأنها «طويلة وجميلة»، كانت ترتدي ملابس مصرية راقية وأرسلت إلى بلاد فارس بحجة أميرة مصر. عند وصوله، رحب قمبيز الثاني بالأميرة على أنها ابنة أحمس الثاني، وعند هذه النقطة كشفت عن خطة أحمس الثاني السيئة وكيف أنه أرسل الابنة الوحيدة الباقية على قيد الحياة للرجل الذي ساعد في قتله لتتزوج ملك بلاد فارس، تحت ذريعة الدم الملكي. أثار هذا غضب قمبيز الثاني، الذي شرع على الفور في التحرك نحو مصر لمعاقبة أحمس الثاني على هذه الإهانة. في هذه اللحظة المتوترة سياسياً، وصل فينس من هاليكارناسوس إلى بلاد فارس، ومنح قمبيز الثقة لغزو مصر من أجل الغزو الكامل.

## قصة شعبية
لا علاقة له بفينس، يصف هيرودوت أيضًا بعض القصص غير الصحيحة التي سمعها عن أسباب غزو مصر. يصف هيرودوت على وجه الخصوص قصة يشرح أنها في أفضل الأحوال تلفيق «لا يصدق» حول سبب هجوم قمبيز الثاني على مصر. وفقًا لهذه الرواية، بعد وصول نيتيس، لا بد أن زوجة كاساندان لكورش العظيم وأم قمبيز الثاني قد شعرت بعدم الارتياح تجاه المرأة المصرية الطويلة. في وقت من الأوقات، علقت إحدى النساء الفارسيات اللائي زرن كاساندان على مدى جمال وطول أطفالها، بما في ذلك قمبيز الثاني، حيث رد كاساندان بازدراء لوصول نيتيس: «على الرغم من أنني أنجبته أطفالًا مثل هذا، إلا أن كورش يعاملني مع عدم الاحترام ويفضل الوافد الجديد من مصر» عند هذه النقطة، قال قمبيز الثاني، ثم عشرة فقط، الذين كانوا جمهورًا في المحادثة، دفاعًا عن شرف كاساندان، «هذا هو السبب بالضبط عندما أكبر سأذهب إلى قلب مصر رأساً على عقب».

## الأسرة والمصير
وفقًا لهيرودوت، قاد فينس قمبيز الثاني إلى مصر لمواجهة أحمس الثاني. أما أحمس الثاني، الذي توفي قبل ستة أشهر من وصول الجيش الفارسي، فقد مثله وريثه وابنه بسماتيك الثالث (بسامينيتوس) الذي كان قد شن جيشًا من المصريين متوقعًا اقتراب الجيش الفارسي. قاسياً في كل من الإستراتيجية والدبلوماسية، قاد بسماتيك الثالث الجيش المصري إلى زوالهم وحصارهم النهائي في منف يليه أسره. ساعد فينس بنجاح في قيادة الجيوش الفارسية كمستشار ومرتزق ورأى أحمس الثاني يموت لأسباب طبيعية، وابنه مقيد بالسلاسل. لكن هذا لم يكن ليكون بدون مأساة لفينس.
يصف هيرودوت أنه في حالة اليأس، وفي عمل عنيف للانتقام من الخيانة، كان بسماتيك الثالث يخدع أبناء فينس لرؤيته. ثم يقتلهم جميعًا، ويستنزف دمائهم، ويخلطها بالخمر، ويشربها ويطعمها لجميع أعضاء المجلس، كعلامة لما سيأتي لكل من يخونه. يصف هيرودوت كيف أن افتقار بسماتيك الثالث للدبلوماسية ومزاجه العنيف قد كلفه حياته في الأسر الفارسية حيث كان يحاول مرة أخرى ترتيب تمرد ضد قمبيز الثاني، وعند هذه النقطة، أمر قمبيز بإعدامه. سيبقى فينس في الغالب موالي لقمبيز الثاني بعد غزو مصر لمساعدته على التوصل إلى هدنة دبلوماسية مع الليبيين.